# Boesenbergia urceoligena
Boesenbergia urceoligena är en enhjärtbladig växtart som beskrevs av Axel Dalberg Poulsen. Boesenbergia urceoligena ingår i släktet Boesenbergia och familjen Zingiberaceae. Inga underarter finns listade i Catalogue of Life.